# Ревнивая (фильм)
«Ревнивая» (фр. Jalouse) — французский комедийный фильм 2017 года, поставленный режиссёрами Давидом и Стефаном Фёнкиносами, с Карин Виар в главной роли.

## Сюжет
Почти за одну ночь Натали Пешо, разведённая французская учительница, переживает процесс превращения из заботливой матери на болезненную ревнивицу, что начинает испытывать ревность к своей дочери Матильды, прекрасной 18-летней танцовщицы балета. Её проблема возрастает, когда она начинает ревновать своих друзей, коллег и даже своих соседей.

## В ролях
- Карин Виар — Натали Пешо
- Дара Томброфф — Матильда Пешо
- Анн Дорваль — Софи
- Тибо де Монталембер — Жан-Пьер
- Бруно Тодескини — Себастьен Корти
- Мари-Жюли Бо — Изабелль
- Корантен Фила — Феликс
- Анаис Демустье — Мелани Пик
- Ксавье де Гийбон — Тьерри
- Стефан Фёнкинос — учитель йоги

## Награды и номинации
Премия «Сезар»-2018
- Лучшая актриса — Карин Виар (номинация)

Премия «Люмьер»-2018
- Лучшая актриса — Карин Виар (номинация)

Премия «Хрустальный глобус»-2018
- Лучшая актриса — Карин Виар (награда)